# Dorylus titan
Dorylus titan é uma espécie de formiga do gênero Dorylus.